# Волков, Владислав Вадимович
Владислав Вадимович Волков (род. 29 марта 2000, Белгород-Днестровский, Одесская область, Украина) — российский футболист, защитник грозненского «Ахмата», выступающий на правах аренды за «Ленинградец».

## Игровая карьера
Воспитанник ДЮСШ «Строгино» (Москва). В 2015—2016 годах привлекался к участию в матчах за юношеские сборные России. Во Второй лиге в 2016—2023 годах играл за московские «Строгино», «Родину» и «Чайку» из Песчанокопского. В 2021 году в составе сборной группы 2 ПФЛ участвовал в турнире «Переправа», проходившем в Ульяновске.
В июне 2023 года перешёл из «Чайки» в «Ахмат» к Сергею Ташуеву, который тренировал «Чайку» в 2021—2022 годах, подписав контракт на 4 года.
22 июля 2023 года дебютировал в российской премьер-лиге, выйдя на замену на 90-й минуте матча 1-го тура чемпионата против самарских «Крыльев Советов» (1:2). В январе 2024 года отдан в аренду в клуб Первой лиги «Ленинградец» до конца сезона 2023/24.